# Orlando Ruiz
Orlando Victorio Ruíz Valdes (Las Villas, 5 ottobre 1935 – Cárdenas, 3 dicembre 2017) è stato uno schermidore cubano.

## Biografia
Ha partecipato ai Giochi della XIX Olimpiade di Città del Messico nel 1968.

## Palmarès
In carriera ha conseguito i seguenti risultati:
- Giochi panamericani:

Winnipeg 1967: bronzo nel fioretto a squadre.